# Austroslavismo

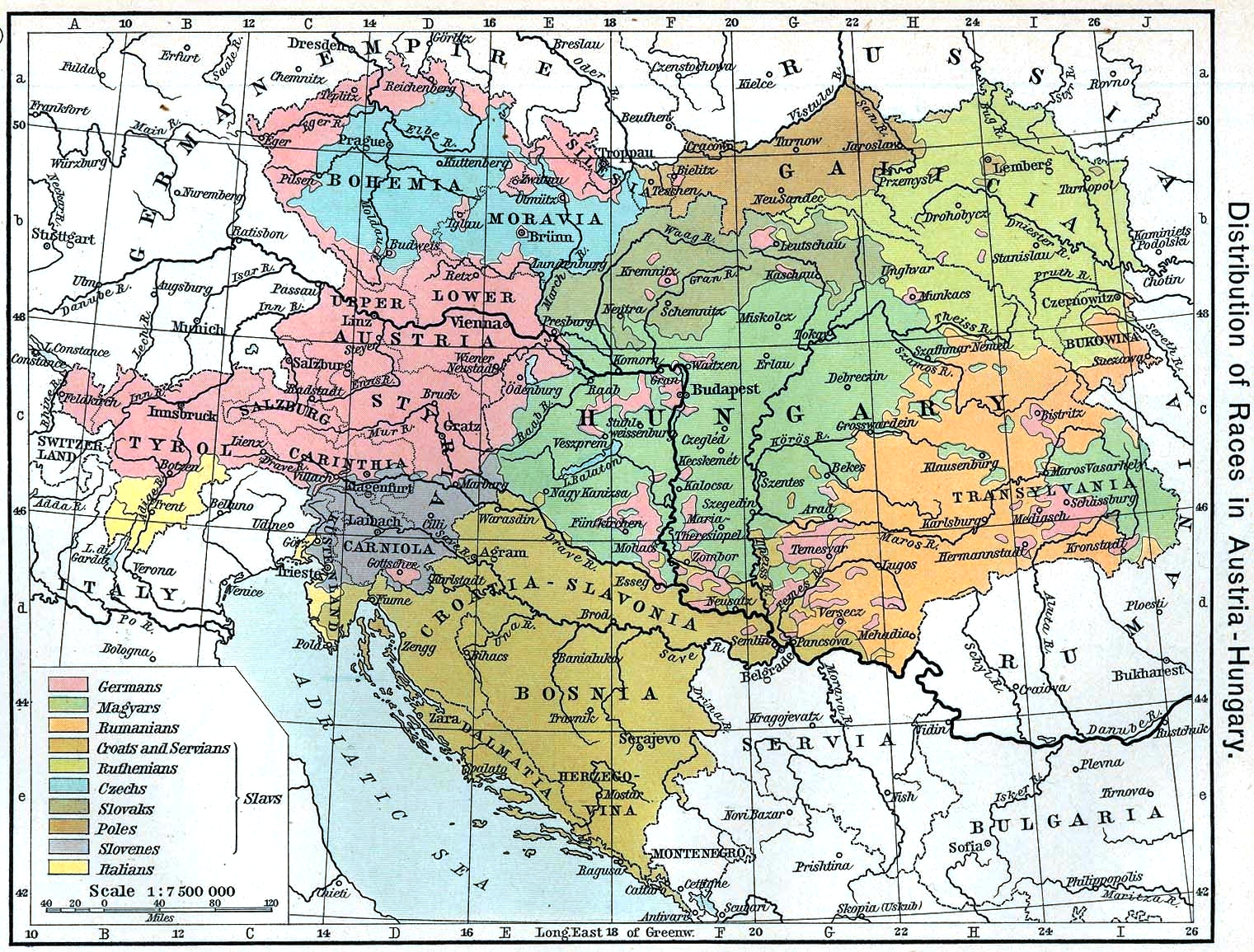
Distribuzione etno-linguistica delle varie popolazioni dell'Impero austro-ungarico nel 1911

L'Austroslavismo indicava una corrente politica diffusa fra le popolazioni slave che si prefiggeva il conseguimento dei propri obiettivi nazionali e nazionalistici all'interno dell'Impero asburgico anche attraverso la sua collaborazione. 
La finalità di tale movimento erano varie, dall'autodeterminazione dei Cechi fino al "trialismo"  sloveno e croato, ossia la costituzione di un terzo “regno”, accanto ad Austria ed Ungheria che avrebbe dovuto comprendere Sloveni e Croati ed appagare le loro aspirazioni nazionali.
L'austroslavismo venne proposto per la prima volta attorno alla metà dell'Ottocento dai liberali cechi, tra cui Karel Havlíček Borovský come opposizione al concetto di panslavismo ed in seguito venne completato da František Palacký.
Il movimento austroslavista fu sostenuto anche da personaggi cruciali del nazionalismo slavo quali Josip Juraj Strossmayer, Juraj Dobrila, Janez Evangelist Krek e Anton Mahnič.

## Il terzo regno Sloveno-Croato
Molti politici sloveni auspicavano la creazione di nuova unità amministrativa, posta all'interno dell'Impero asburgico, che avrebbe dovuto comprendere oltre terre con forte presenze slave quali la Carniola, la Stiria meridionale, la Carinzia meridionale, anche terre con presenza di Italiani quali la Venezia Giulia e Trieste, l'Istria, la contea di Gorizia e Gradisca, oltre la Dalmazia e parti delle Valli del Natisone. 
I confini di questa nuova unità amministrativa andavano a ricalcare quelli elaborati alla metà del secolo XIX da Peter Kozler, un geografo sloveno di origine tedesca favorevole all'Impero asburgico, che aveva creato nel 1848 la prima mappa della “Slovenia”, a cui attribuiva molti territori a maggioranza straniera.
Il “Trialismo” avrebbe inoltre dovuto includere anche la Croazia, la Slavonia, la Bosnia-Erzegovina.

## La ricerca dell'appoggio nell'establishment imperiale
Questi nazionalisti speravano di poter realizzare i propri progetti di riforma statale in senso trialistico ricorrendo all'alleanza con settori dell'establishment imperiale, in particolare l'esercito. Infatti, lo stesso capo di stato maggiore, Conrad von Hötzendorf, noto italofobo (propose l'attacco all'Italia, alleata dell'impero, per ben due volte, dopo il terremoto di Messina e durante la guerra di Libia), simpatizzava per le posizioni austroslaviste. Questo era il caso inoltre dell'erede al trono Francesco Ferdinando, in buoni rapporti con von Hötzendorf.